# Кактыш, Пётр Игнатьевич
Пётр Игнатьевич Кактыш (23 декабря 1906 — 23 февраля 1975) — советский военный врач и организатор медицинской службы, полковник медицинской службы, начальник военно-медицинского факультета Саратовского медицинского института в 1951—1958 годах, заслуженный врач РСФСР.

## Биография
Уроженец села Дубровино (нынешний Дубровенский район Витебской области. Белорус, член ВКП(б) с 1939 года.
Окончил школу, поступил в медицинский техникум в Могилёве и окончил его в 1926 году. По окончании техникума работал по специальности. В рядах РККА с 1928 года, окончил Военно-медицинскую академию в 1934 году. После окончания академии был назначен в войска. Участник советско-финской войны, был награждён орденом Красной Звезды. Перед началом Великой Отечественной войны был помощником начальника санитарного отдела округа по ВВС.
С июня 1941 по ноябрь 1943 года служил на Северо-Западном фронте дивизионным врачом 6-й авиационной дивизии и был помощником начальника военно-санитарного управления по ВВС до октября 1942 года, а также начальником санитарного отдела 34-й армии. Руководил медицинской службой авиасоединений в боях 1941 года на северо-западном направлении, а также ВВС фронта и армии в Ленинградской битве. Был ранен в плечо в январе 1942 года. В августе 1941 года руководил эвакуацией раненых из Новгорода, вывезя 270 человек в тыл и эвакуировав полевой госпиталь № 629. С 17 марта по 6 апреля 1942 года провёл авиаэвакуацию 539 человек с оружием из 1-й и 204-й воздушно-десантных бригад в тылу немецкой армии, лично совершая вылеты на простреливаемую противником авиаплощадку. 22 апреля 1943 года организовал эвакуацию со станции Пола 60-го эвакуационного приёмника и всех раненых. До конца войны был начальником санитарного отдела 4-й армии в Иране.
Продолжил службу в послевоенные годы. В сентябре 1951 года был назначен начальником восстановленного Военно-медицинского факультета при Саратовском медицинском институте в звании полковника медицинской службы. При Кактыше на факультете появилась кафедра авиационной медицины. Пост руководителя занимал до 1 августа 1958 года, произвёл семь выпусков (свыше 1400 выпускников). Ушёл в отставку после расформирования факультета. Автор ряда научных работ. Руководитель Военно-медицинского музея в 1958—1968 годах.

## Награды
- Орден Ленина (30 апреля 1954)[7]
- Орден Красного Знамени
  - 30 мая 1943 — за образцовое выполнение боевых заданий Командования на фронте борьбы с немецкими захватчиками и проявленные при этом доблесть и мужество[4]
  - 20 июня 1949 — за долголетнюю и безупречную службу в Вооружённых силах Союза ССР[8]
- Орден Красной Звезды
  - 29 апреля 1942 — за образцовое выполнение боевых заданий Командования на фронте борьбы с немецкими захватчиками и проявленные при этом доблесть и мужество[5]
  - 3 ноября 1944[7]
- Медаль «За победу над Германией в Великой Отечественной войне 1941—1945 гг.» (9 мая 1945)[9]
- Заслуженный врач РСФСР[3]
- Отличник здравоохранения СССР[2]